# Liste von Kunstwerken im öffentlichen Raum in Oer-Erkenschwick
Die Liste von Kunstwerken im öffentlichen Raum in Oer-Erkenschwick gibt einen Überblick über Kunst im öffentlichen Raum, unter anderem Skulpturen, Plastiken, Landmarken und andere Kunstwerke in Oer-Erkenschwick, Kreis Recklinghausen. Der Leser hat keinen Anspruch auf Vollständigkeit.

## Kunstwerke in Oer-Erkenschwick
| Bezeichnung                        | Standort                                                                                               | Koordinate              | errichtet  | Künstler                                       | Anmerkungen                                 | Bild |
| ---------------------------------- | --- | ----------------------- | ---------- | ---------------------------------------------- | ------------------------------------------- | ---- |
| Das grüne Klassenzimmer            | Halde Ewald-Fortsetzung zwischen Oer und Erkenschwick, (P) Ziegeleitor oder (P) Von-Waldthausen-Straße | 51,64551° N, 7,26278° O |            |                                                | Steinquader                                 |      |
| Bauer und Magd                     | Vor dem Rathaus                                                                                        | 51,63919° N, 7,26356° O |            |                                                | Stahl                                       |      |
| Schmied                            | Rathausplatz                                                                                           | 51,63923° N, 7,26348° O |            |                                                | Stahl                                       |      |
| Bischof, Königin, Bergmann         | Rathausplatz                                                                                           | 51,63941° N, 7,2632° O  |            |                                                | Stahl                                       |      |
| Rathausbrunnen                     | Rathausplatz                                                                                           | 51,63903° N, 7,26363° O |            |                                                | Bronze                                      |      |
| Werdegang                          | Friedrichstraße-Schulstraße                                                                            | 51,64793° N, 7,2367° O  | 11.07.1987 | Reinhold Verstege                              | Bronze                                      |      |
| Skulpturengruppe Musikanten        | Im Bickefeld - Neben St. Marienkirche                                                                  | 51,64276° N, 7,27915° O |            | Joseph Krautwald                               | Bronze                                      |      |
| Skulptur vor dem Marittimo         | Am Stimbergpark                                                                                        | 51,6563° N, 7,2465° O   |            |                                                | Beton                                       |      |
| Stadtwappen Oer-Erkenschwick       | Ludwigstraße-Steinrapener Weg                                                                          | 51,63911° N, 7,28083° O |            |                                                | Beton                                       |      |
| Heilige Barbara der Bergmannsleute | Erkenschwicker Weg in der Haard                                                                        | 51,67536° N, 7,25371° O | 1993       | Ausbildungsabteilung Bergwerk Blumenthal/Haard | Schutzpatronin der Bergleute                |      |
| Heiliger Johannes Nepomuk          | Im Waldgebiet Haard.                                                                                   | 51,66953° N, 7,22677° O | 1766       |                                                |                                             |      |
| Marienbildstock                    | Dreischenkamp - Recklinghäuser Straße                                                                  | 51,64693° N, 7,23372° O |            |                                                | Holzskulptur in gemauertem Heiligenhäuschen |      |
| Marienbildstock                    | Steinrapener Weg - Im Bickefeld, Nähe St. Marienkirche                                                 | 51,64284° N, 7,28049° O |            |                                                | Stein/Bronze                                |      |
| Oerer Ehrenmal                     | | 51,64883° N, 7,23125° O |            |                                                |                                             |      |
| Bonhoeffer-Denkmal                 | Friedrichstraße-Schulstraße vor dem evang. Gemeindezentrum                                             | 51,63874° N, 7,25867° O | 11.07.1987 |                                                | Stein/Bronze                                |      |
| Gedenkstein Jacobus Schmitz        | Pastor-Schmitz-Weg                                                                                     | 51,64723° N, 7,2354° O  | 11.07.1987 |                                                | Stein/Bronze                                |      |